# ان‌جی‌سی ۴۲۴۴
ان‌جی‌سی ۴۲۴۴ یک کهکشان است.